# Departamento de Economia da Universidade de Princeton
O Departamento de Economia da Universidade de Princeton é um departamento acadêmico da Universidade de Princeton, uma instituição da Ivy League em Princeton, Nova Jersey. O departamento é uma das instituições mais importantes para o estudo da economia. Oferece cursos de graduação AB, bem como pós-graduação. graus.
É considerada uma das "cinco grandes" escolas da área, juntamente com as faculdades da Universidade de Chicago, da Universidade de Harvard, da Universidade de Stanford e do MIT. De acordo com o US News & World Report de 2018, o departamento é classificado como número 1 no campo da economia.

## História
Desde a fundação da universidade em 1746, muitos cursos de ciências sociais, incluindo história e política, foram ministrados no departamento de Jurisprudência e Economia Política. Os cursos especificamente em economia política tornaram-se disponíveis em 1819. Quando Woodrow Wilson se tornou professor em 1890, cursos adicionais foram acrescentados ao currículo, incluindo História da Economia Política. Em 1913, o departamento tornou-se independente da história e da política, formando o Departamento de Economia e Instituições Sociais.

## Acadêmicos
O programa de graduação é um dos programas de estudo de economia de maior prestígio no país e no mundo. Economia é a concentração mais popular (a versão de Princeton de uma especialização acadêmica) no nível de graduação. Como a universidade não possui escola de negócios, a concentração de economia atrai muitos estudantes interessados em carreiras em banco de investimento, consultoria de gestão, finanças, tecnologia e muito mais. O currículo em si é de natureza teórica, exigindo que os alunos concluam cursos quantitativos até cálculo multivariado.
O programa de pós-graduação em economia forma doutores. estudantes para carreiras na academia, no governo e na indústria. Recebe aproximadamente 800 inscrições para uma turma de 20 a 25 alunos vindos de mais de 30 países diferentes ao redor do mundo. O programa possui inúmeras áreas de especialização e tem sido particularmente forte nas áreas de Macroeconomia, Relações Industriais e Finanças Internacionais. Os estudantes de pós-graduação que seguem carreiras acadêmicas têm historicamente registros de colocação em algumas das principais universidades do mundo, incluindo Harvard, Yale, MIT e Cornell.

## Classificações

### Classificações Nacionais
O US News &amp; World Report de 2018 coloca o departamento como número 1 na área de Economia, empatado com a Universidade de Harvard, o Instituto de Tecnologia de Massachusetts, a Universidade de Stanford, a Universidade da Califórnia em Berkeley e a Universidade de Yale. As classificações do Conselho Nacional de Pesquisa colocam a universidade em 2º lugar no S-Rank (Scholars Rank) e em 2º lugar no Research Rank.

### Classificações Internacionais
No QS World University Rankings de 2018, o departamento ocupa o terceiro lugar no mundo nas áreas de Economia e Econometria. O Times Higher Education World University Rankings de 2018 classifica o departamento como o número 7 globalmente.

## Corpo docente notável

### Prêmio Nobel Memorial em Ciências Econômicas
Entre os antigos e atuais membros do corpo docente do departamento estão vários ganhadores do Prêmio Nobel Memorial em Ciências Econômicas:
| Ano  | Laureado             | Parte do prêmio | Motivação do prêmio | Outra notabilidade                                                                                                  | Afiliação do departamento                                                                     |
| ---- | -------------------- | --------------- | --- | --- | --------------------------------------------------------------------------------------------- |
| 2022 | Ben Bernanke         | 1/3             | "para pesquisas sobre bancos e crises financeiras"                                                                                                 | 14º Presidente do Federal Reserve (2006–2014); 23º Presidente do Conselho de Assessores Econômicos (2005–2006)      | Professor de Economia e Assuntos Públicos (1985–2002); Presidente do departamento (1996–2002) |
| 2022 | Philip H. Dybvig     | 1/3             | "para pesquisas sobre bancos e crises financeiras"                                                                                                 | Diretor do Instituto de Estudos Financeiros da Universidade de Finanças e Economia do Sudoeste da China (2010–2021) | Professor Assistente de Economia (1980–1981)                                                  |
| 2015 | Angus Deaton         | 1/1             | "por sua análise de consumo, pobreza e bem-estar"                                                                                                  | | Dwight D. Eisenhower Professor de Economia e Assuntos Internacionais                          |
| 2011 | Thomas J. Sargent    | 1/2             | "pela sua investigação empírica sobre causa e efeito na macroeconomia"                                                                             | Vencedor do Prêmio Erwin Plein Nemmers de Economia (1996)                                                           | Professor visitante de economia                                                               |
| 2011 | Christopher A. Sims  | 1/2             | "pela sua investigação empírica sobre causa e efeito na macroeconomia"                                                                             | | Harold B. Helms '20 Professor de Economia e Bancos                                            |
| 2008 | Paul Krugman         | 1/1             | "pela sua análise dos padrões comerciais e localização da actividade económica"                                                                    | Recebedor da medalha John Bates Clark (1991); Colunista do The New York Times                                       | Professor Emérito de Economia e Assuntos Internacionais                                       |
| 2007 | Eric Maskin          | 1/3             | "por ter lançado as bases da teoria do design de mecanismos"                                                                                       | | Professor visitante com categoria de Professor de Economia                                    |
| 1994 | John Forbes Nash Jr. | 1/3             | "pela sua análise pioneira do equilíbrio na teoria dos jogos não cooperativos"                                                                     | | Matemático Pesquisador Sênior                                                                 |
| 1979 | W. Arthur Lewis      | 1/2             | "pela sua investigação pioneira em investigação sobre desenvolvimento económico, com especial atenção aos problemas dos países em desenvolvimento" | Primeira e (até agora) única pessoa negra a ganhar um Prêmio Nobel em qualquer área científica                      | James Madison Professor de Economia Política                                                  |

Outros membros notavelmente antigos e atuais do corpo docente incluem:
- Marcos Aguiar
- Orley Ashenfelter
- Alan Blinder, o 15º vice-presidente do Federal Reserve
- Markus Brunnermeier
- Roland Benabou
- Leah Platt Boustan
- Markus Brunnermeier
- Caso Ana
- Janete M. Currie
- Henrique Farber
- John Kenneth Galbraith, um importante acadêmico em economia pós-keynesiana; ex-embaixador dos Estados Unidos na Índia
- Mikhail Golosov
- Gene Grossman
- Faruk Gül
- Kate Ho
- Bo E. Honoré
- Nobuhiro Kiyotaki
- Henrik Kleven
- Ilyana Kuziemko
- Alexandre Mas
- Atif Mian
- Wolfgang Pesendorfer
- Stephen J. Redding
- Uwe Reinhardt, estudioso de economia da saúde e Medicare
- Ricardo Rogerson
- Esteban Rossi-Hansberg
- Cecilia Rouse, 30ª Presidente do Conselho de Assessores Econômicos
- Harold Tafler Shapiro
- Marcos W. Watson
- Wei Xiong
- Leeat Yariv
- Motohiro Yogo